# Дуленков, Борис Дмитриевич
Борис Дмитриевич Дуленко́в (1918—1992) — советский художник кино. Народный художник РСФСР (1982). Лауреат Государственной премии СССР (1970). Член КПСС с 1964 года.

## Биография
Б. Д. Дуленков родился 8 июня 1918 года в Москве. Его родители, Дмитрий Иванович и Наталья Петровна (урождённая Фомичёва), умерли, когда ему не было и года, поэтому на воспитание его тётя портниха Елена Петровна Юрьева (урождённая Фомичёва, 1884—1958). В детстве и юности в летнее время часто гостил в селе Константиново Воскресенского района Московской области, в доме родственников. Из Константинова была родом его мать. По воспоминаниям старожилов села уже тогда очень любил рисовать. В октябре 1939 г. призван в Красную армию. Служил на центральной военной базе № 66 Народного комиссариата обороны, старший техник-лейтенант, награждён медалью «За победу над Германией». Демобилизован 24 апреля 1946 г. Окончил Московское областное художественное училище памяти 1905 года (1939, учился у П. И. Петровичева, Н. П. Крымова, А. М. Грицая) и художественный факультет ВГИКа (1952, учился у Б. В. Дубровского-Эшке, Ф. С. Богородского, Ю. И. Пименова, Г. М. Шегаля). С 1952 года художник-постановщик ЦКДЮФ имени М. Горького. В октябре 1998 года в фойе Белого зала Дома Кино была открыта выставка графических и живописных работ художника.
Б. Д. Дуленков умер 30 мая 1992 года. Похоронен на Введенском кладбище (23 уч.).

## Награды и достижения
- Народный художник РСФСР (1982)
- Заслуженный художник РСФСР (1969)
- Орден Октябрьской революции
- Государственная премия СССР (1970) — за фильм «Доживём до понедельника»
- Государственная премия РСФСР имени братьев Васильевых (23 декабря 1976 года) — за многосерийный художественный телевизионный фильм «Семнадцать мгновений весны» производства Центральной киностудии детских и юношеских фильмов имени М. Горького[6]

## Фильмография
1. 1953 — Чук и Гек
2. 1953 — Огни на реке
3. 1954 — Чемпион мира
4. 1956 — Земля и люди
5. 1958 — Тихий Дон
6. 1959 — Первый день мира
7. 1959 — Человек с планеты Земля
8. 1960 — Конец старой Берёзовки
9. 1961 — Евдокия
10. 1962 — Люди и звери
11. 1963 — Им покоряется небо
12. 1964 — Синяя тетрадь
13. 1964 — Первый снег
14. 1965 — Сердце матери
15. 1966 — Верность матери
16. 1967 — Три дня Виктора Чернышёва
17. 1968 — Доживём до понедельника
18. 1970 — В Москве проездом…
19. 1971 — Человек с другой стороны
20. 1973 — Семнадцать мгновений весны
21. 1974 — Птицы над городом
22. 1975 — Меняю собаку на паровоз
23. 1976 — Так начиналась легенда
24. 1977 — Предательница
25. 1978 — И снова Анискин
26. 1978 — Последний шанс
27. 1980 — Юность Петра
28. 1980 — В начале славных дел
29. 1981 — Карнавал
30. 1981 — Мы, нижеподписавшиеся
31. 1983 — Приступить к ликвидации
32. 1983 — Дамское танго
33. 1985 — День гнева
34. 1987 — Катенька
35. 1989 — Стеклянный лабиринт